# Margarita Solá
Margarita Solá (Buenos Aires, 1912 - ibídem, ¿?) fue una notable actriz y cantante argentina.

## Carrera
Nacida en la Ciudad de Buenos Aires, Solá, descubrió desde muy joven su vocación al estudiar teatro. Se dedicó primero como actriz de cine y teatro para luego incursionar como cancionistas de tango.

### Filmografía
- 1934: Riachuelo, formando pareja con Alfredo Camiña
- 1935: Picaflor
- 1937: La sangre de las guitarras[2]

### Radio
En 1932 conforma el elenco del radioteatro El misterio de las tres Marías, con Castro Volpe, Martín Zabalúa y Amanda Las Heras.
Trabajó en un programa en Radio El Mundo en 1936, formando el popular cuarteto vocal femenino Ferri en honor a su creador el músico Eduardo Ferri, junto a Pilar Ferrer, Dorita Bianco (Lita Bianco) y Ada Carriego, luego  que una de ellas se retirase, fue reemplazada por María de la Fuente. Además de actuar por radio, el cuarteto actuó en diversos escenarios porteños y realizó giras por países vecinos.
También fue la cancionista del conjunto radio- teatral  de Arsenio Mármol, Estampas Porteñas.

### Teatro
Inició su carrera como actriz teatral en la "Compañía de Pascual Carcavallo". Hizo varios espectáculos como comediante y con papeles melodramáticos. Trabajó con grandes de le época dorada argentina como Italo Passini y Tita Merello. Participó en una obra escrita por Allende Iragorri, con la dirección de Atilio Supparo y la actuación de Luis Díaz.
En 1945 y 1946 trabajó con la popular "Compañía de Franca Boni" en las últimas temporadas del género de la opereta en castellano en el Teatro de la Avenida, junto con  Gloria Dix, Eduardo Comoglio, Mario Fontana, Paride Grandi, Italo Sportelli, Teseo Stanchi, y otros.
También trabajó en ese tiempo en el Teatro Marconi  junto a la "Compañía de Alba Regina".
Cantó junto a importantes cancionistas y músicos de aquel entonces como Enrique Santos Discépolo, Gladys Rizza y Tania.